# قلعة خليص
قلعة خليص؛ هي قلعة تاريخية تقع في محافظة خليص شمال مدينة جدة غرب المملكة العربية السعودية.

## الموقع
تقع قلعة خليص على جبل الحصن حيث يشرف على محطة قوافل الحجاج.

## الوصف
تبلغ مساحة قلعة خليص حوالي 150 متر مربع ويحيط بها سور ضخم مبني باستخدام الحجر وقد تهدم أجزاء منه بفعل عوامل الجو.

## القلعة لدى المؤرخين
ذكر القلعة الرحالة العربي محمد بن أحمد بن جبير من قبيلة كنانة (موطنها السعودية) حينما مر بها بعد حج عام 579 هـ. حيث قال: لها جبل فيه حصن مشيد في قنته. بينما العبدري ذكر خليص بقوله : قليعة منيعة على شرف مرتفع.